# Авдєєв Дмитро Леонідович
Авдєєв Дмитро (нар. 10 листопада 1984, Добропілля, Донецька область, Україна) — український кінорежисер.

## Освіта
Закінчив факультет «Театрального та кіно-телемистецтва» Харківської державної академії культури за спеціальністю телерепортер. У 2013 році закінчив курси «Filmmaking Foundation» в London Film Academy

## Кар'єра
У студентські роки розпочав роботу на місцевому телебаченні, знімав авторську програму «Реставрація» про легенди Харкова. У 2007 році переїздить до Києва, працює сценаристом промовідділу телекомпанії «Інтер». З 2008 розпочинає роботу телеведучого на телеканалі «MTV-Україна» програми «Гільдія клабберів» та денного шоу «День MTV». Від 2010 — режисер та продюсер шоу на телеканалі «MTV-Україна». У 2013 Дмитро Авдєєв стає співзасновником компанії «TVBOY production», працює в ній режисером та продюсером. Упродовж 2013—2015 років — автор шоу «Інсайдер» на телеканалі «МЕГА». У 2015—2019 роках — режисер окремих випусків тревел-шоу «Їже, я люблю тебе» та «Орел & Решка».

## Фільмографія
- 2014 — «Жопа Генка» (короткометражний, ігровий фільм)
- 2016 — «Зникла Собака» (короткометражний, ігровий фільм)
- 2018 — «Дорога додому» (короткометражний, ігровий фільм)
- 2020 — «Поцілунок на мільйон» (повний метр, молодіжна комедія, роуд-муві)

Стрічка «Жопа Генка» — екранізація однойменного оповідання американського письменника Джима Хьюбера «Kissing Hanks Ass», адаптація Дмитра Авдєєва. 
Фільм «Зникла Собака» — за оповіданням австралійського письменника Девіда Торна «Missing Missy». 
Короткометражна драма «Дорога додому» знята за оригінальним сценарієм Антона Базелінського, автор ідеї — Дмитро Авдєєв. Створена за підтримки Уряду України та Міністерства культури України.

## Відеографія
Режисер рекламних відео для компаній Samsung, JTI, PEPSI, Colgate, Philip Morris.
Режисер музичних кліпів на пісні гурту «Brutto».